# Pływy morskie

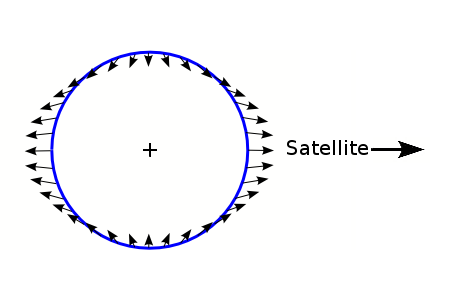
Siła pływowa

Pływy morskie (przypływy i odpływy) – regularnie powtarzające się podnoszenie i opadanie poziomu wody w oceanie wywołane oddziaływaniem grawitacyjnym Ziemi z Księżycem i Słońcem.

## Charakterystyka pływów

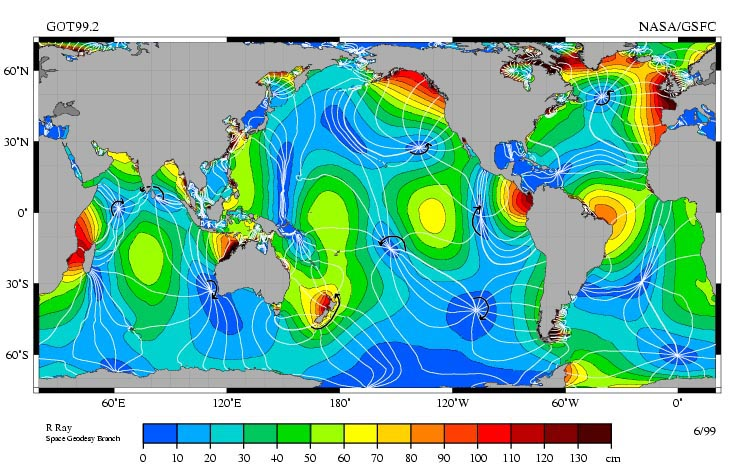
Wielkość amplitudy składowej księżycowej M2 pływów, będącej główną składową pływów

Obrót Ziemi i wywołana tym zmiana położenia Księżyca i Słońca względem danego miejsca na powierzchni Ziemi wywołuje różnice w przyspieszeniu grawitacyjnym (ziemskim) w tym miejscu określanym jako siła pływowa. Siła ta jest główną przyczyną zmian poziomu oceanu określanych jako pływy. Wielkość pływów zależy od wielu czynników takich jak kształt wybrzeża (duże pływy w zatokach), głębokość morza, zmienna pozycja Słońca i Księżyca w stosunku do Ziemi, co jest połączone z rotacją Ziemi. Najsilniejsze pływy (syzygijne) występują, gdy wpływy Słońca i Księżyca dodają się do siebie (tj. gdy Księżyc, Ziemia i Słońce znajdują się w linii prostej – w trakcie pełni oraz nowiu Księżyca). Natomiast gdy wpływ Słońca i Księżyca nie sumuje się (Księżyc, Ziemia i Słońce tworzą kąt prosty), pływy są najsłabsze (pływ kwadraturowy). Przeciętny czas między kolejnymi przypływami wynosi 12 godzin i 27 minut. Na podstawie długoletnich obserwacji oraz obliczeń astronomicznych oblicza się czas i wielkość pływów dla poszczególnych punktów, głównie niektórych portów. Wielkości te są podane w odpowiednich publikacjach, tzw. tablicach pływów (ang. Tide Tables). Z danych takich korzystają też specjalne programy komputerowe używane w żegludze.
Skutkiem pływów są oscylacyjne prądy nazywane prądami pływowymi, które są ważne przy nawigacji przybrzeżnej.
Pływy po raz pierwszy zostały opisane przez Seleukosa z Seleucji około 150 r. p.n.e. Badania zjawiska wznowił Simon Stevin. Kontynuował je Izaak Newton, a samo zjawisko opisał w swoim dziele „Philosophiæ Naturalis Principia Mathematica”. Ponad pół wieku wcześniej – nie korzystając z wyrażeń matematycznych – pływy opisał Galileusz.
Pływy morskie są powtarzającą się cyklicznie zmianą poziomu morza w następujących fazach:
- poziom wody wzrasta w ciągu kilku godzin (przypływ);
- woda osiąga najwyższy poziom;
- poziom wody obniża się w ciągu kilku godzin (odpływ);
- woda osiąga najniższy stan.

W momencie, w którym poziom wody przestaje się obniżać, woda jest najspokojniejsza. Wówczas pływ zmienia kierunek i „zawraca”. Zazwyczaj moment, w którym woda jest spokojna, występuje w okresie najwyższego bądź najniższego poziomu, ale istnieją także miejsca, w których zjawisko to występuje w innych momentach.
Różnica pomiędzy maksymalną wysokością wody podczas przypływu, a minimalną wysokością wody podczas odpływu, to skok pływu (aktualny). Można określić także skok maksymalny – czyli różnice pomiędzy maksymalną wysokością wody wysokiej (pływ syzygijny), a minimalną wysokością wody niskiej.
Możliwe jest wykorzystanie zmian poziomu wody wskutek pływów do produkcji energii elektrycznej. Obecnie elektrownie pływowe na świecie mają w sumie moc ok. 500 MW. Jednak przedzielenie ujścia rzeki Severn w Wielkiej Brytanii pozwoliłoby uzyskać elektrownię o mocy 8000 MW. Zaletą takich elektrowni jest regularność pływów, której nie mają elektrownie wiatrowe.

## Pływy na Bałtyku

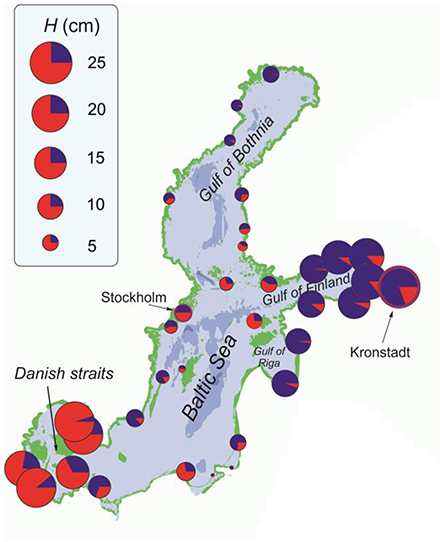
Rozkład maksymalnych wysokości pływów w Morzu Bałtyckim w okresie 100 lat. Kolory segmentów wskazują względny udział energii dobowej (niebieskiej) i półdobowej (czerwonej) w całkowitej energii oscylacji pływowych

Pływy na większości Bałtyku są małe, rzędu kilku centymetrów. Jest to spowodowane brakiem szerokiego połączenia z oceanem, małą masą wody w morzu znacznie płytszym i mniejszym niż ocean. Amplituda pływów jest znacznie większa w obszarze Cieśnin Duńskich i Zatoki Fińskiej, gdzie osiąga 23–24 cm. W Zatoce Fińskiej dominuje cykl dobowy, na co wpływ ma bliskość tego okresu do podstawowego okresu własnego falowania wody w Bałtyku, wynoszącego około 27 godzin, oraz wpływ dobowych zmian bryzy. W Cieśninach Duńskich dominuje pływ półdobowy, pochodzący od pływów Morza Północnego.

## Pływy morskie w przeszłości Ziemi
Około 3–4 mld lat temu, tj. w czasie „młodości” Księżyca, znajdował się on dużo bliżej Ziemi, w odległości ok. 150 000 km (obecnie ok. 380 000 km). W związku z tym jego wpływ na naszą planetę był silniejszy niż obecnie. Powodowało to powstawanie znacznie wyższych niż obecnie pływów na powierzchni rodzących się na Ziemi pierwotnych oceanów. Wdzierająca się w ląd woda wydzierała luźny materiał mineralny, jak wielu uważa, tworząc środowisko ułatwiające powstanie tzw. „bulionu pierwotnego”. Dlatego, według założeń biologii ewolucyjnej, pływy przyczyniły się do powstania i rozwoju życia na Ziemi. Oddziaływanie pływowe systematycznie spowalnia obrót Ziemi i powoduje oddalanie się Księżyca, czyli energia ruchu obrotowego Ziemi jest zamieniana na ruch wody i na ruch Księżyca. Moc pływów powodowanych przez Księżyc wynosi ok. 3×1012 W, z czego ok. 4% uzyskuje Księżyc. Energia ta powoduje oddalanie się Księżyca od Ziemi. Szacuje się, że pierwotnie okres obrotu Ziemi mógł wynosić 6 godzin.

## Miejsca występowania pływów o najwyższych skokach
| Miejsce           | Akwen                | Państwo         | Wysokość pływu (m) | Wysokość pływu (m)       | Wysokość pływu (m)        |
| Miejsce           | Akwen                | Państwo         | średnio            | pływ syzygijny (średnio) | największa zarejestrowana |
| ----------------- | -------------------- | --------------- | ------------------ | ------------------------ | ------------------------- |
| Zatoka Fundy      | Ocean Atlantycki     | Kanada          | 11,4               | 15,4                     | 19,6                      |
| Río Gallegos      | Ocean Atlantycki     | Argentyna       | 10,4               | 14,0                     | 18,0                      |
| Zatoka Frobishera | Cieśnina Davisa      | Kanada          | 10,1               | 13,6                     | 17,4                      |
| rzeka Severn      | Kanał Bristolski     | Wielka Brytania | 9,7                | 13,1                     | 16,8                      |
| port Granville    | kanał La Manche      | Francja         | 9,3                | 12,6                     | 16,1                      |
| rzeka Koksoak     | zatoka Ungava        | Kanada          | 8,7                | 11,7                     | 15,0                      |
| Zatoka Penżyńska  | Morze Ochockie       | Rosja           | 8,5                | 11,5                     | 14,7                      |
| zatoka Collier    | Ocean Indyjski       | Australia       | 8,1                | 11,0                     | 14,0                      |
| port Bhaunagar    | Morze Arabskie       | Indie           | 7,2                | 9,7                      | 12,4                      |
| rzeka Kolorado    | Zatoka Kalifornijska | Meksyk          | 7,1                | 9,6                      | 12,3                      |
| wyspa Maracá      | Ocean Atlantycki     | Brazylia        | 6,7                | 9,1                      | 11,7                      |

Pływy w zatoce Fundy
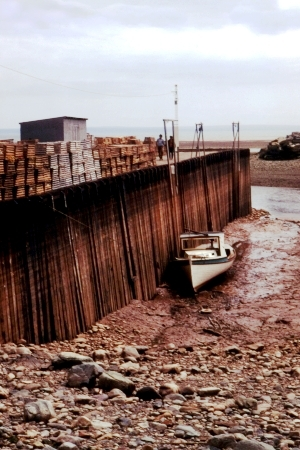
Odpływ
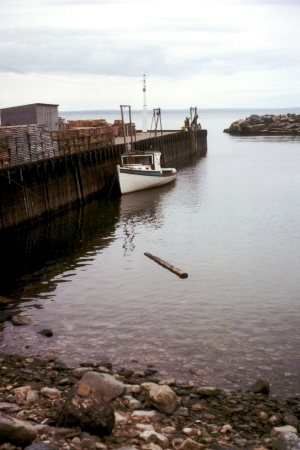
Przypływ

## Geodezyjne efekty zjawisk pływowych
- pływowa zmiana wysokości elipsoidalnej (spowodowana jest ona elastycznymi odkształceniami radialnymi skorupy ziemskiej),
- pływowa zmiana przyspieszenia siły ciężkości,
- pływowa zmiana wysokości ortometrycznej,
- pływowa zmiana wysokości normalnej,
- pływowa zmiana długości (są one rzędu s × 10−8, a więc nie ma potrzeby ich uwzględniania w codziennych pomiarach geodezyjnych),
- pływowa zmiana kątów poziomych (poprawki pływowe kątów poziomych osiągają wartości o kilka rzędów mniejsze od błędów pomiarowych),
- pływowa zmiana odchyleń pionu,
- pływowa zmiana różnic wysokości.